# Karácsony Tamás (színművész)
Karácsony Tamás (Veszprém, 1955. november 24. – Kaposvár, 2012. augusztus 30.) magyar színész.

## Életrajz
Szakmunkásképzőbe járt, 1975-ben érettségizett. 1972-ben Aréna elnevezéssel alapított egy amatőr színpadot Szokoly Tamás vezetésével. 1978. október 6-án került a kaposvári Csiky Gergely Színházhoz, ahol mint kellékes-bútorost alkalmazták. Motorbalesetben vesztette életét.

## Filmjei
- Molnár Ferenc: Játék a kastélyban (szín., magyar színházi felv.) (TV-film)
- Balatoni utazás (szín., magyar ism. sor., 2010) (TV-film)
- Barátok közt 2000, 2001
- Kisváros (szín., magyar tévéfilm sor., 1996) (TV-film)
- Tévedések vígjátéka (magyar tévéjáték, 1990) (TV-film)
- Revizor (magyar tévéf., 1984) (TV-film)
- Rendőrség (magyar tévéf., 1981) (TV-film)

## Színházi szerepeiből
A Színházi adattárban regisztrált bemutatóinak száma: 142; ugyanitt hat színházi felvételen is látható.
- A cigánybáró (bemutató: 2009. február 13. Csiky Gergely Színház)
- A falu rossza (bemutató: 2010. április 16. Csiky Gergely Színház)
- A lovaggá ütött vándor (bemutató: 2002. március 18. Csiky Gergely Színház)
- A négyszögletű kerek erdő (bemutató: 2001. március 8. Csiky Gergely Színház)
- A Noszty fiú esete Tóth Marival (bemutató: 2003. március 20. Csiky Gergely Színház)
- A nők iskolája színész (bemutató: 2009. október 30. Csiky Gergely Színház)
- A Palacsintás király (bemutató: 2007. szeptember 24. Csiky Gergely Színház)
- A szent család (bemutató: 2012. április 20. Csiky Gergely Színház)
- Ahogy tetszik (bemutató: 2008. október 17. Csiky Gergely Színház)
- Amadeus (bemutató: 2002. december 13. Csiky Gergely Színház)
- Amphitryon (bemutató: 2008. február 1. Csiky Gergely Színház)
- Csak egy szög (bemutató: 2003. október 10. Csiky Gergely Színház)
- Csókos asszony (bemutató: 2005. november 25. Csiky Gergely Színház)
- Diótörő (bemutató: 2002. október 7. Csiky Gergely Színház)
- Dundo Maroje (bemutató: 2005. december 9. Csiky Gergely Színház)
- Erzsébet (bemutató: 2010. október 1. Csiky Gergely Színház)
- Fahim (bemutató: 2004. május 5. Csiky Gergely Színház)
- Fekete Péter (bemutató: 2007. október 19. Csiky Gergely Színház)
- Hagymácska (bemutató: 2007. február 21. Csiky Gergely Színház)
- Háztűznéző (bemutató: 2000. május 5. Csiky Gergely Színház)
- IV. Henrik (bemutató: 2012. február 29. Csiky Gergely Színház)
- János vitéz (bemutató: 2000. december 1. Csiky Gergely Színház)
- Játék a kastélyban (bemutató: 2010. december 17. Csiky Gergely Színház)
- Kasimír és Karoline (bemutató: 2002. április 19. Csiky Gergely Színház)
- Liliom (bemutató: 2009. március 27. Csiky Gergely Színház)
- Marica grófnő (bemutató: 2006. szeptember 29. Csiky Gergely Színház)
- Megbombáztuk Kaposvárt (bemutató: 2000. október 13. Csiky Gergely Színház)
- My Fair Lady (bemutató: 2002. február 22. Csiky Gergely Színház)
- Olivér! (bemutató: 2008. november 7. Csiky Gergely Színház)
- Pán Péter (bemutató: 2011. október 4. Csiky Gergely Színház)
- Philadelphia, nincs más út! (bemutató: 2001. február 2. Csiky Gergely Színház)
- Runcájsz a rabló (bemutató: 2005. február 7. Csiky Gergely Színház)
- Sötét komédia (bemutató: 2008. május 16. Csiky Gergely Színház)
- Störr kapitány - A feleségeknek, akik elmennek (bemutató: 2001. november 15. Csiky Gergely Színház)
- Szinyor Béla (bemutató: 2012. február 9. Csiky Gergely Színház)
- Úri muri - 1896 (bemutató: 2007. december 7. Csiky Gergely Színház)
- Vesztegzár a Grand Hotelban (bemutató: 2006. április 28. Csiky Gergely Színház)
- Víg özvegy (bemutató: 2010. január 22. Csiky Gergely Színház)
- Vőlegény (bemutató: 2001. október 5. Csiky Gergely Színház)
- West Side Story (bemutató: 2009. december 11. Csiky Gergely Színház)
- 56 06 / őrült lélek vert hadak (bemutató: 2006. december 29. Csiky Gergely Színház)